# Hartbach (Inn)
Der Hartbach, auch Reichersberger Bach, ist ein kleiner Nebenfluss des Inn im Westen des oberösterreichischen Bezirk Ried im Innkreis, bei Reichersberg.

## Lauf und Landschaft

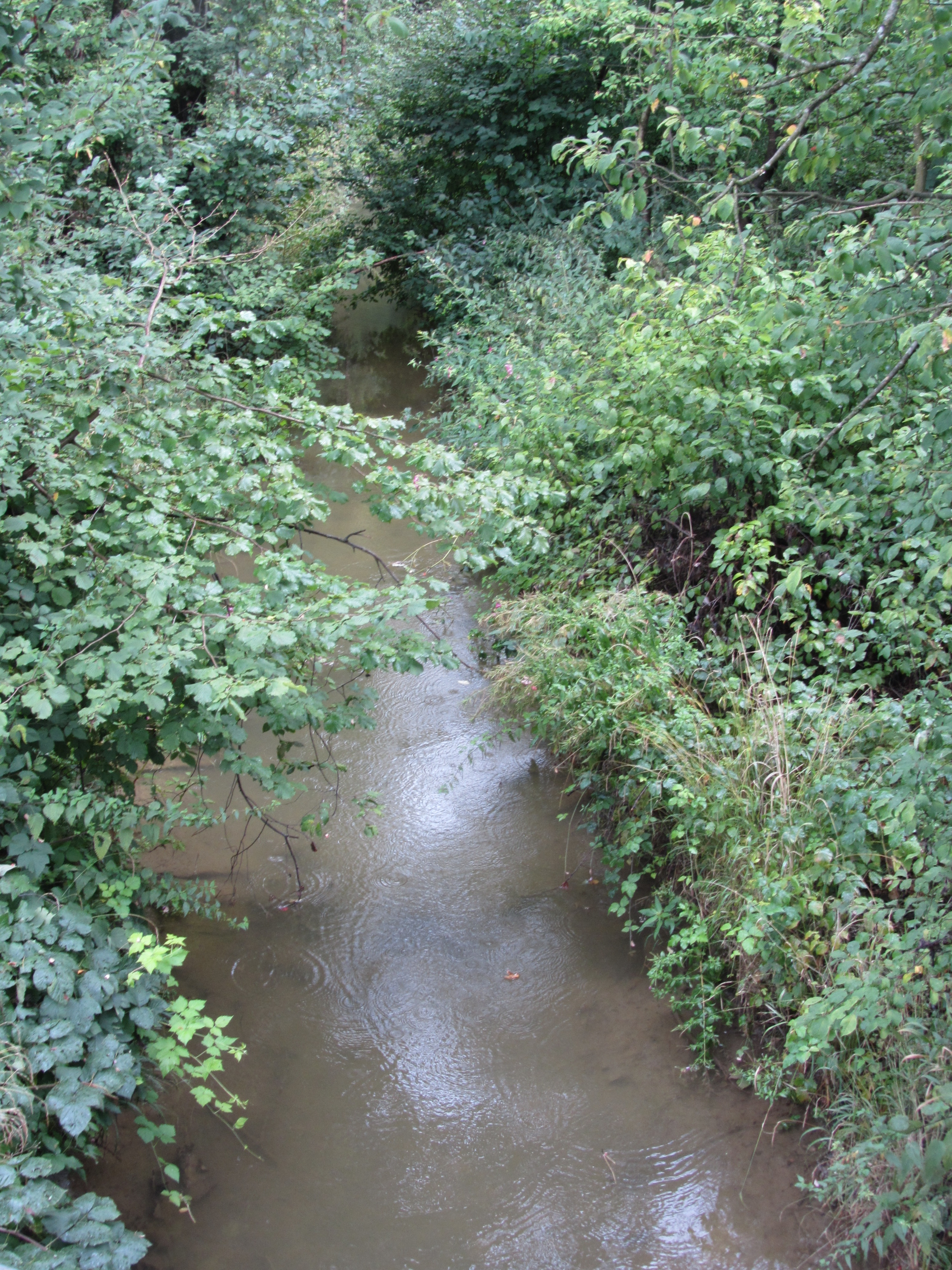
Bach im Ortsgebiet von Reichersberg nahe dem Stifts-Gutshof
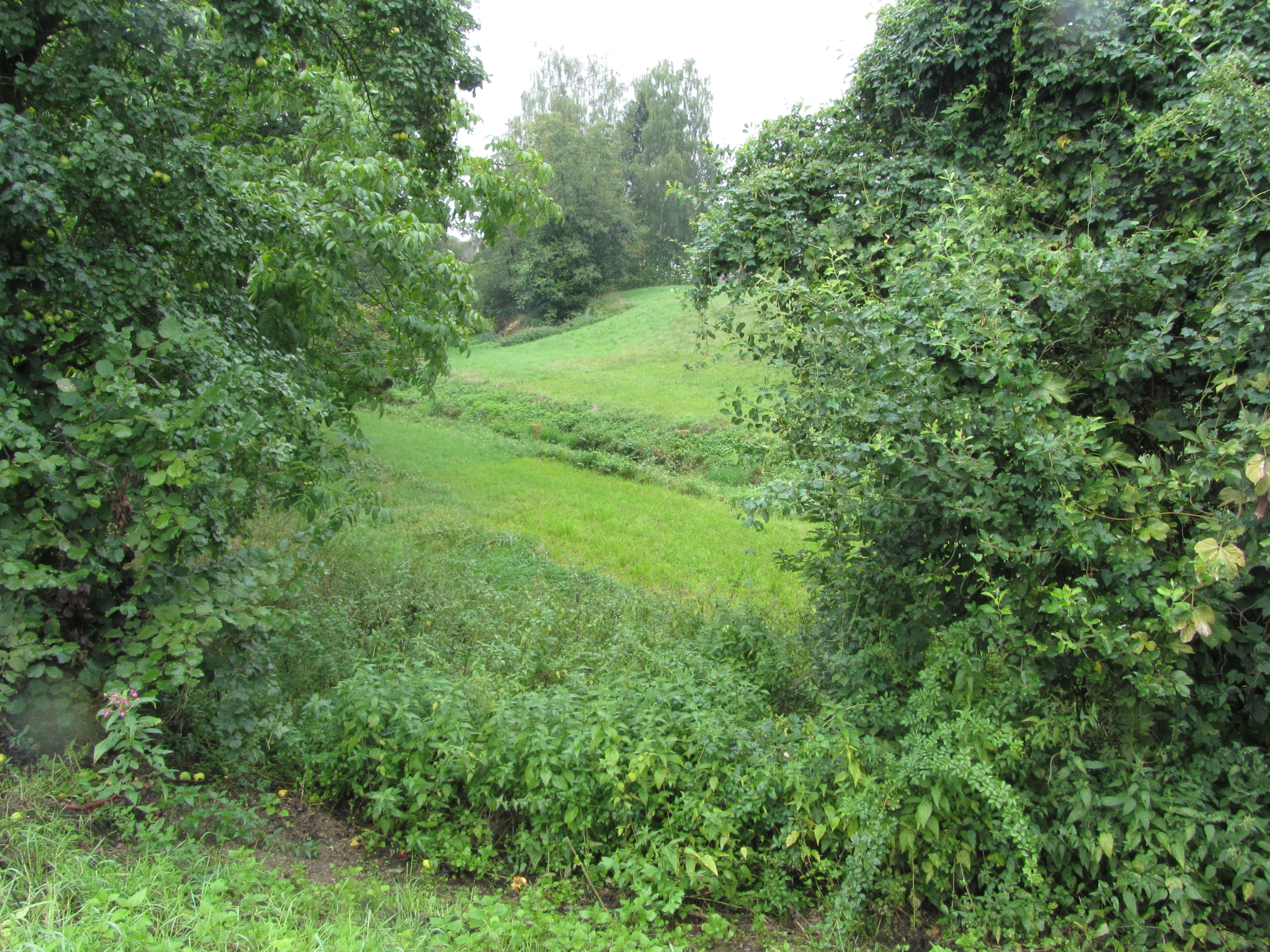
Bach im Ortsgebiet von Reichersberg am Inn nahe dem Stifts-Gutshof
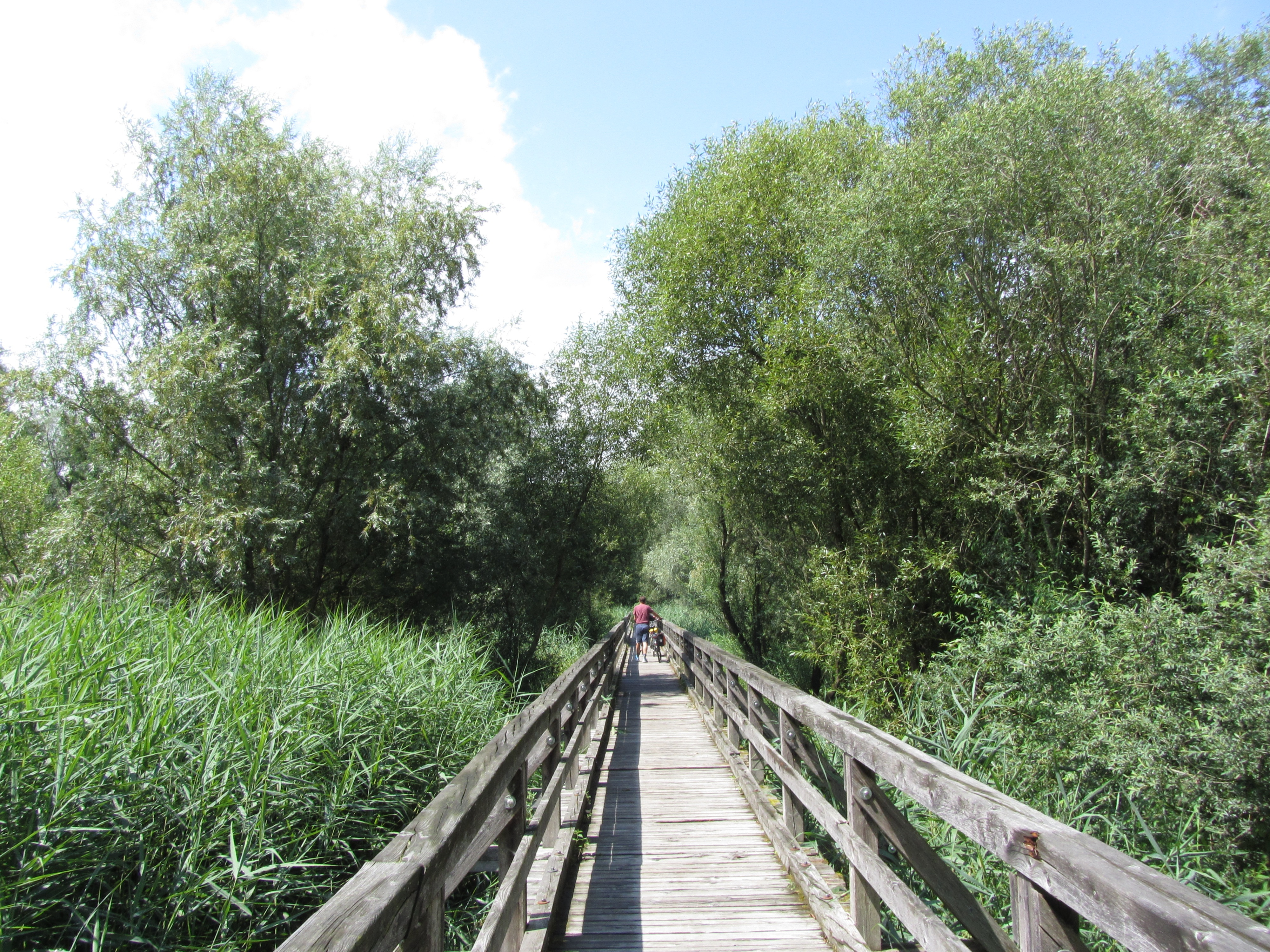
Reichersberg Chorherrenweg Innau Mündungsgebiet Hartbach – Unterer Inn
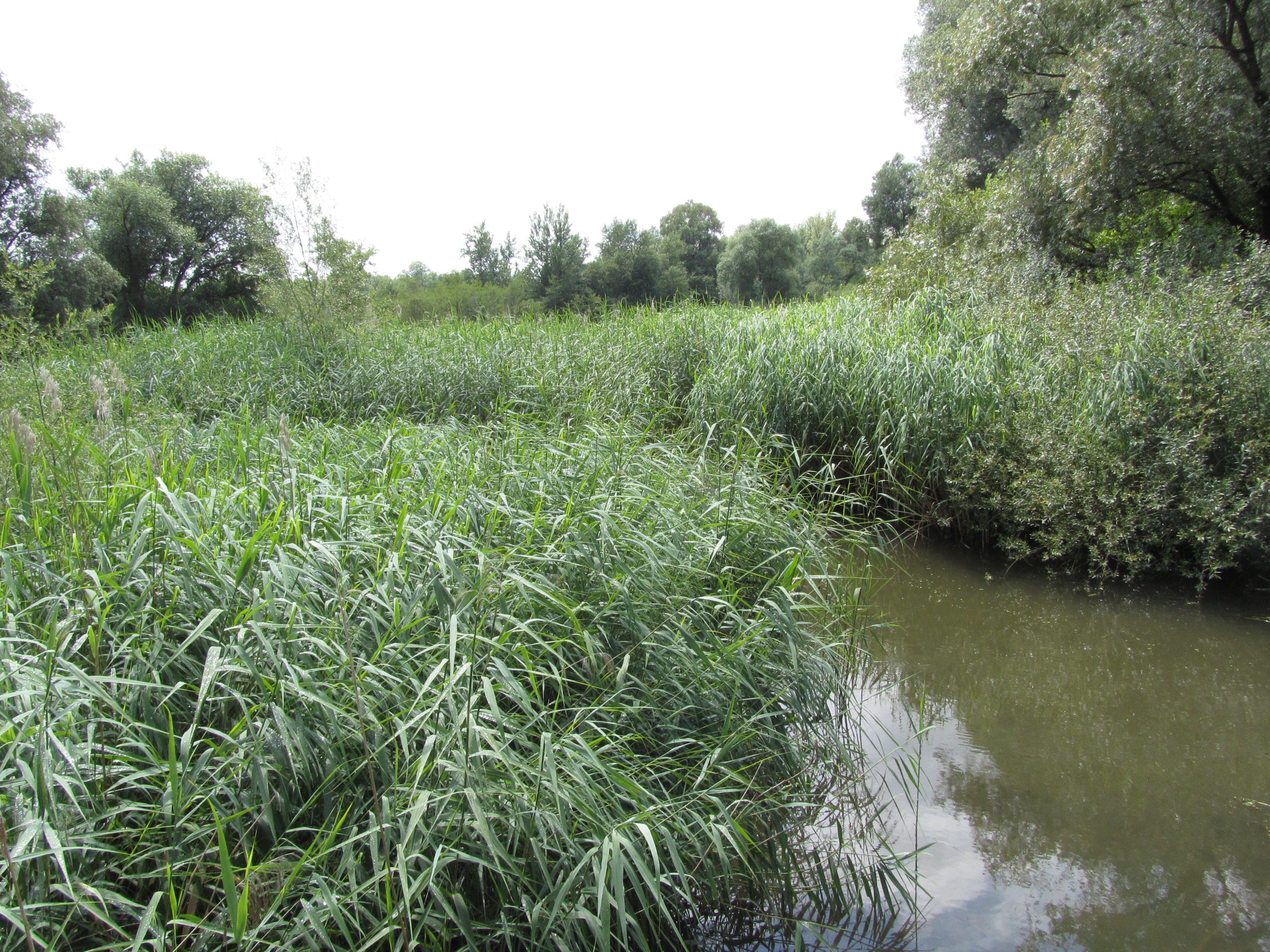
Reichersberg Chorherrenweg Innau Mündungsgebiet Hartbach – Unterer Inn

Der Hartbach entspringt in der Gemeinde St. Martin im Innkreis und fließt nordwestlich über Sindhöring und Hart (westlich von Ort im Innkreis) und dann nordwestwärts südlich des Hartwalds. Sein Unterlauf ist der Reichersberger Bach durch die Marktgemeinde Reichersberg, wo er sich nach etwa 9,5 km Lauf in den Innauen am Unteren Inn verliert, die zwischen dem Kraftwerk Egglfing-Obernberg und dem Staubereich des Kraftwerks Schärding-Neuhaus liegen.
Nebenbach ist links der Sindhöringer Bach (⊙).

## Geschichte und Verbauung
Der Unterlauf des Hartbachs, der heutige Reichersberger Bach, wurde schon im 11. Jahrhundert von den Chorherren des Stifts Reichersberg großräumig umgeleitet und auf etwa 5,5 km an den Hang beim Meierhof verlegt, um dessen Wässer zur Versorgung des Stifts und seiner Anbauflächen zu nutzen. Dabei wurde der Lauf schon früh stark mäandrierend angelegt – eine zeitgenössische Quelle spricht von dem Rat, „den Bach so zu graben, wie der Saubär prunzet“ – und entspricht so sogar heutigen Vorstellungen naturnahen Wasserbaus.
Auch der Ursprung des Baches ist hochgradig unstrukturiert, Quellen finden sich bei der Ortschaft Karchham (beim Aichingergut ⊙) und bei Sankt Ulrich, Ortschaft der Gemeinde Senftenbach (⊙), den Gutteil seines Wassers bekommt er aber östlich davon, wo der Senftenbach, ein Nebenfluss der Antiesen, so umfassend umgeleitet ist, dass dieser nur mehr marginales Restwasser zur Antiesen beträgt. Ab dem Eiserne Schiene genannten Wehr beim St. Martiner Bahnhof wird über etwa 2 km das Wasser dem Hartbach zugeleitet (⊙). Auch dieser wasserbauliche Eingriff datiert ins frühe Hochmittelalter, ebenfalls von den Reichersberger Chorherren veranlasst. Um 1085 wurde begonnen, die feuchten Auwiesen der Talwasserscheide Hartbach–Senftenbach im Umfeld des heutigen Schloss Arco-Zinneberg trockenzulegen, und auch um die Wasserversorgung des Stifts sicherzustellen, diese Ausleitung geschaffen. Der Hartbach diente auch am Oberlauf zur Wiesenbewässerung und Energiegewinnung, und hier finden sich ebenfalls alte künstliche Mäander. Außerdem ist er mit einem Stichgraben mit der Antiesen, knapp unterhalb der Senftenbach-Mündung, verbunden.

## Natur
Der Mündungsbereich ist als Unterer Inn eines der wichtigsten Naturschutzgebiete Österreichs (Naturschutz- und Europaschutzgebiet, Europareservat, Ramsarschutzgebiet und Important Bird Area), wobei die Hartbach-Mündung die Südgrenze des Nordabschnitts des Europaschutzgebiets (FFH und Vogelschutz) Unterer Inn (eu01, AT3105000) markiert, das zwischen Reichersberg und Obernberg unterbrochen ist.